# Kozlov (Bystřice nad Pernštejnem)
Kozlov (německy Koslau) je malá vesnice, část města Bystřice nad Pernštejnem v okrese Žďár nad Sázavou. Nachází se asi 4,5 km na jihovýchod od Bystřice nad Pernštejnem. V roce 2009 zde bylo evidováno 21 adres. V roce 2001 zde trvale žilo 34 obyvatel.
Kozlov leží v katastrálním území Kozlov u Lesoňovic o rozloze 1,37 km2.

## Pamětihodnosti
- Komplex dvou hradů
- Dům čp. 4